# Ferrocarril de Yamalia
El Ferrocarril de Yamalia (YaZhK) (en ruso: Ямальская железнодорожная компания, transl.: Yamalskaya Zheleznodorozhnaya Kompaniya) es la red ferroviaria de los ferrocarriles rusos que opera en Yamalia-Nenetsia con sede en Novi Urengói.
La compañía fue creada en 2003 por la administración del okrug y RZhD.
Los ferrocarriles cubren las líneas: 
- Korotchayevo - Novi Urengói - Nadym
- Korotchayevo - Novi Urengói - Yámburg

## Proyectos de ampliación
Se prevé que en un futuro se amplíe los siguientes servicios:
- Restauración y obras de la línea Obskaya - Salekhard - Nadym, y Korotchaevo - Igarka
- Construcción de la línea de medianoche: Ob-2 (proyecto aplazado desde febrero de 2012)
- Conexión con la línea Transpolar